# Ungsocialisterna (Socialistiska partiet)
Ungsocialisterna är en ungdomsgrupp inom Socialistiska partiet. Ungsocialisterna är revolutionära socialister med rötterna inom trotskismen. Med i världsrörelsen Fjärde Internationalen.
Det är osäkert om Ungsocialisterna ännu existerar.